# Melomys paveli
Melomys paveli — вид мишоподібних гризунів родини мишеві (Muridae).

## Опис
Гризун невеликого розміру, з довжиною голови й тіла 123 мм, довжина хвоста 128 мм, довжина стопи 26,2 мм, довжина вух 14,6 мм і вага до 65 гр.
Хутро м'яке. Верхні частини тіла коричнево-червонувато-яскраві. Нижні — білі. Задня частина ніг покрита темно-сірою смугою. Хвіст коротший, ніж голова і тіло, і рівномірно чорнуватий. 

## Поширення, екологія
Цей вид відомий тільки з типового місця знаходження, на південному узбережжі острова Серам, Індонезія. Він був записаний у помірно порушених низинних лісах. Раніше вид розглядався як підвид Melomys rufescens, який рідко зустрічається в непорушених лісах. Ймовірно, симпатричний з Melomys fulgens.

## Загрози та охорона
Головна загроза, ймовірно, це втрата середовища існування через вирубку, хоча, вид, ймовірно, може пристосуватися до деякої деградації середовища проживання. Типова місцевість знаходиться в Національному парку Манусела.